# Leucania stramentacea
Leucania stramentacea là một loài bướm đêm trong họ Noctuidae.